# Степонавичюс, Фаустас
Фаустас Степонавичюс (лит. Faustas Steponavičius; родился 8 июня 2004 года, Паневежис, Литва) — литовский футболист, нападающий клуба «Ботев» и сборной Литвы. Выступает на правах аренды за клуб «Септември».

## Клубная карьера
Является воспитанником академии «Паневежиса», а также национальной футбольной академии. За «Паневежис» сыграл два матча: против «Кауно Жальгирис» в 2020 году и против «Банги» в 2021 году. Также играл за резервную команду, где сыграл во первой и второй лигах Литвы 45 матчей, где забил 23 мяча.
В 2021 году перешёл в академию «Дженоа», откуда перешёл в «Ярун». За клуб дебютировал в матче против «Ориента». Всего за клуб сыграл 7 матчей.
2 марта 2023 года перешёл в РФС, а уже 4 марта был отдан в аренду в «Тукумс 2000». Дебют в клубе состоялся в 1-м туре в матче против «Даугавпилса».
10 июля 2023 года перешёл на правах аренды в болгарский «Ботев».

## Карьера в сборной
За сборную Литвы до 17 лет сыграл 5 матчей в 2020 году. За сборную до 19 лет дебютировал в матче против Эстонии. За сборную Литвы до 21 года дебютировал в матче против Испании.

## Достижения
- Чемпион Литвы: 2020